# 14,5×114mm

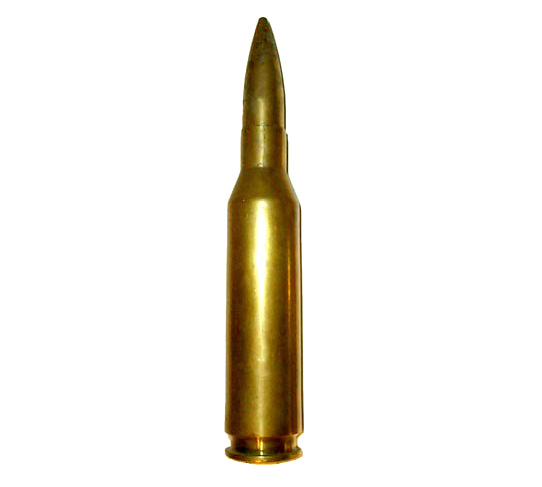
Um cartucho 14,5×114mm

O 14,5×114mm (calibre .57) é uma cartucho de metralhadora pesada e fuzil antimaterial usado pela União Soviética, pelo antigo Pacto de Varsóvia, pela Rússia moderna e por outros países.
Foi originalmente desenvolvido para os fuzis antitanque PTRS-41 e PTRD-41, e mais tarde foi usado como base para a metralhadora pesada KPV que formou a base dos canhões antiaéreos da série ZPU, que também é o principal armamento da série BTR de veículos blindados de transporte de pessoal do BTR-60 ao BTR-80 e para fuzis de precisão anti-materiais pesados.

## Uso

### Fuzis antimateriais
- Anzio
- Cadex CDX-X145
- Denel NTW-20
- Gepárd M-3
- Istiglal IST-14.5
- Mambí-1 AMR
- PDSHP
- PTRS-41 (fuzil antitanque)
- PTRD-41 (fuzil antitanque)
- Shaher[1]
- Snipex T-Rex
- Snipex Alligator
- Truvelo 14.5×114mm
- Vidhwansak
- Şer (fuzil anti-material caseiro)[2]

### Metralhadoras
- Slostin (variante pesada)
- KPV
  - Type 56 (KPV) e Type 58 (KPVT) chinesas
- Type 02/QJG-02[3]

### Outros
- ZPU
- 2Kh35[4]

Além disso, o fuzil de precisão ucraniano "Horizon's Lord" dispara um cartucho de 12,7×114HL feito ao estrangular um estojo de cartucho de 14,5×114mm para aceitar uma bala de 12,7 mm/.50 BMG.